# Sukomulyo (Pujon)
Sukomulyo is een bestuurslaag in het regentschap Malang van de provincie Oost-Java, Indonesië. Sukomulyo telt 6133 inwoners (volkstelling 2010).